# Erich Fuchs (Maler, 1890)

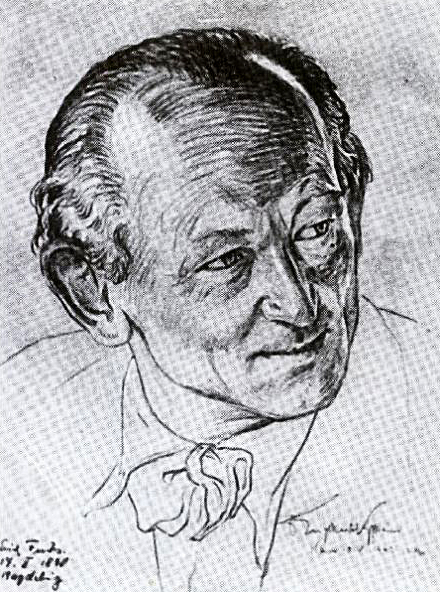
Erich Fuchs (1890–1983)

Erich Fuchs (* 14. Februar 1890 in Magdeburg; † 3. Juli 1983 in Marburg) war ein deutscher Maler, Grafiker, Radierer und Illustrator. Er wird auch als „Heimatmaler des Riesengebirges“ bezeichnet.

## Leben und Wirken
Erich Fuchs wurde 1890 als achtes Kind des Kunstschreiners und Inhabers einer Möbelwerkstatt Carl Fuchs geboren. In seiner frühen Kindheit erkrankte er an Kinderlähmung. Nach dem Besuch der Volksschule absolvierte er in den Jahren von 1904 bis 1908 eine Lithographenlehre und besuchte die Kunstgewerbeschule in Magdeburg. Von 1909 bis 1914 studierte er an der Kunstakademie in Leipzig, u. a. ein Grafikstudium bei Alois Kolb (1875–1942). 
Während des Studiums ab 1909 besuchte er in den Ferien seinen Bruder in Liebau i. Schlesien (Lubawka) und kam als „wandernder Maler“ ins Riesengebirge nach Schömberg (Chełmsko Śląskie), der alten Weberstadt im Grüssauer Land. Hier begann er die Menschen, das Städtchen und die Landschaft zu zeichnen und wurde so zum Maler des Riesengebirges. 
Ab 1914 wohnte er in Bärndorf (Gruszków), jetzt Gemeinde Erdmannsdorf. Im Jahre 1916 studierte er ein Jahr Tieranatomie in Dresden. 

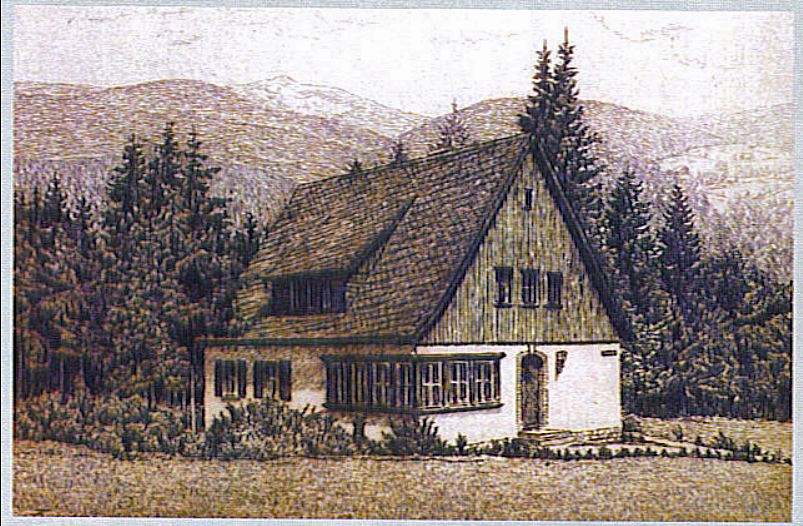
Wohnhaus von Erich Fuchs in Hain

Erich Fuchs heiratete im Jahr 1916 und hatte zwei Töchter. Ab 1917 wohnte die Familie in Albendorf (Okrzeszyn) und zog dann am Ende des Ersten Weltkriegs nach Dittersbach (Jurkowice), jetzt Stadtteil von Lubawka. Ab 1923 wohnte er in Hain im Riesengebirge (Przesieka) und in Giersdorf (Podgórzyn). Im Jahr 1938 konnte er in das eigene Heim (Haus Fuchswinkel) in Hain einziehen. 
Seine Faszination für die Schönheit der Berglandschaft war so groß, dass er trotz körperlicher Behinderung mit dem Skizzenbuch durch die umliegenden Orte des Riesengebirges wanderte. 
Dabei interessierte er sich vor allem für die Bewohner der Berge, ihre Berufe, Bekleidung sowie Sitten und Gebräuche, die er mit seinen Werken festhalten wollte. 

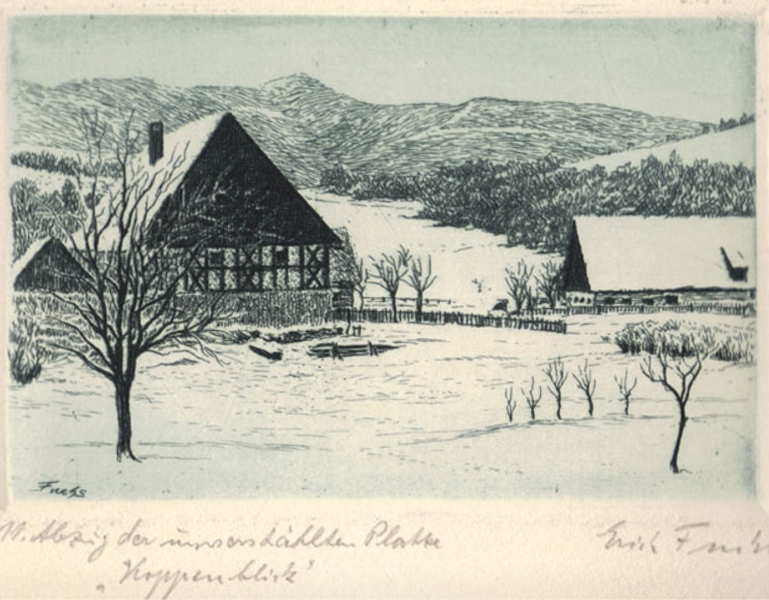
Blick zur Schneekoppe (1920er Jahre)

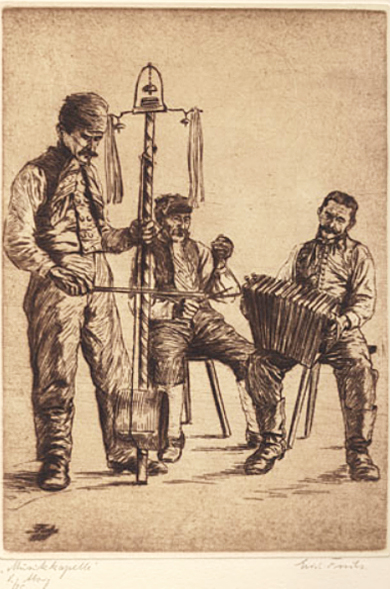
Dorfmusikkapelle (1926)

Seine Grafiksammlung, insgesamt über 300 Werke, die er von 1916 bis 1930 über die Volkskultur, das Handwerk und das Alltagsleben der Bewohner von Dörfern und Städten im Riesengebirge fertiggestellt hat, bestand aus acht Bänden und trägt den Namen Schlesisches Bergvolk:
1. Das Gebirgsdorf (Bärndorf)
2. Schlesische Spinn- und Webstube
3. Das häusliche und berufliche Leben
4. Schlesische Glashütte
5. Typen und Gestalten
6. Das Baudenleben
7. Bunte schlesische Bauernstuben und Dorfkirchen
8. Aus einem schlesischen Grenzstädtel (Schömberg).

Fuchs arbeitete vor allem mit Metallplatten unter Anwendung verschiedener graphischer Techniken: Radierung, Mezzotinto, Kaltnadelradierung, Aquatinta und seltener Lithographie. Er schuf auch Aquarelle.
Er war Mitglied der Künstlervereinigung St. Lukas in Schreiberhau. Seit 1924 besuchte er öfters Gerhart Hauptmann in Agnetendorf (Jagniątków) und illustrierte auch Hauptmanns Werke. Im Jahr 1931 machte er die Bekanntschaft mit den Schriftstellern Hermann Stehr, Wilhelm Bölsche und Hanns Fechner in Schreiberhau. 
Im Jahre 1926 organisierte das Schlesische Museum für Kunstgewerbe in Breslau eine Einzelausstellung und 1940 fand anlässlich seines 50. Geburtstages eine Jubiläumsausstellung in Hirschberg (Jelenia Góra) und Breslau statt. Im Jahr 1942 wurde ihm vom Direktor des Museums für Deutsche Völkerkunde in Berlin ein zweijähriges Stipendium für Studien zur Volkskultur und zum Handwerk im Sudetenland gewährt. Es entstand die Werkreihe Sudetendeutsches Volkstum.
Von 1945 bis 1948 blieb er in Schlesien, um sein Lebenswerk unter den Schutz eines unter polnischer Verwaltung stehenden schlesischen Museums zu stellen. 
Nach der Aussiedlung im Jahr 1948 wohnte Erich Fuchs in Lindlar und seit 1959 in Marburg. 
Hier setzte er seine Arbeiten zur Ethnografie fort und dokumentierte mit Grafiken und Zeichnungen das Leben der Einwohner von Westfalen, Niedersachsen und Hessen. 
Nach zahlreichen Verhandlungen erfolgte auch die Rückgabe eines Teils seiner in Polen verbliebenen künstlerischen Arbeiten. 
Er erhielt verschiedene Auszeichnungen, z. B. 1960 das Bundesverdienstkreuz am Bande, 1970 die Gerhart-Hauptmann-Plakette, 1973 den Schlesischen Kulturpreis und 1978 die Joseph-von-Eichendorff-Plakette. Er starb am 3. Juli 1983 in Marburg.
Seine Werke befinden sich in der Ossolinski-Nationalbibliothek Breslau (poln. Zakład Narodowy im. Ossolińskich we Wrocławiu), im Nationalmuseum Breslau (poln. Muzeum Narodowe we Wrocławiu), im Riesengebirgsmuseum Hirschberg (poln. Muzeum Karkonoskie w Jeleniej Górze), im Riesengebirgsmuseum in Marktoberdorf, im Haus Schlesien in Königswinter und im Germanischen Nationalmuseum in Nürnberg.

### Ausstellungen
Vor 1945 fanden Ausstellungen seiner Werke über die Volkskultur und das Alltagsleben der Bewohner des Riesengebirges u. a. in Krummhübel (1926), in Breslau (1926), Moskau (1927) und Dresden sowie die Jubiläumsausstellung 1940 im Kunsthaus in Hirschberg (Jelenia Góra) statt. 
Die bislang größte Ausstellung war 1993 im Germanischen Nationalmuseum in Nürnberg zu sehen. 
Im Jahr 2020 wurde im Kreismuseum Syke eine Ausstellung mit 48 Aquarellen über den bekannten schlesischen Künstler und Volkskundler Erich Fuchs gezeigt.

## Trivia
Derzeit soll im Riesengebirge ein Erich-Fuchs-Wanderweg (Malerweg) eingerichtet werden. Dieser wird in den Falkenbergen (Sokole Góry) am Forstberg (Sokolik) beginnen und dann über Fischbach (Karpniki) nach Bärndorf (Gruszków) und weiter bis Hohenwiese (Wojków) führen und in Schmiedeberg im Riesengebirge (Kowary) enden.

## Werke (Auswahl)
Seine Werke sind sehr gut dokumentiert. 
Folgende Grafiken sind im Besitz des Riesengebirgsmuseum Hirschberg.
- Niederdorf, Radierung, 6. Grafik in der Sammlung Das Gebirgsdorf
- Blick nach Fischbach, Radierung, 21. Grafik in der Sammlung Das Gebirgsdorf
- Glasschleifer liefern gehend, 1925, Radierung, 9. Grafik in der Sammlung Schlesische Glashütte
- Gebirgsführer, 1923, Firnis, 9. Grafik in der Sammlung Typen und Gestalten
- Liebespaar, 1923, Firnis, 27. Grafik in der Sammlung Typen und Gestalten
- Die Bauden, 1929, Firnis, 1. Grafik in der Sammlung Das Baudenleben
- Das Schlüppla-Fenster, 1929, zweifarbige Radierung, 17. Grafik in der Sammlung Das Baudenleben
- Im Kretscham, Aquatinta, 1920er Jahre
- Koppenblick (Blick zur Schneekoppe), Aquatinta, 1920er Jahre
- Musikantenbühne, Aquatinta, 1920er Jahre
- Dorfmusikkapelle, Aquatinta, 1926
- Der Brunnberg, Aquatinta, 1924
- Riesengrund, Aquatinta, 1924
- Inneres der Klosterkirche Grüssau, Aquatinta, 1920er Jahre